# Susa (kommun)
Susa är en kommun i Colombia.   Den ligger i departementet Cundinamarca, i den centrala delen av landet, 90 km norr om huvudstaden Bogotá. Antalet invånare är 9 782. Arean är 86 kvadratkilometer.
Terrängen i Susa är kuperad.